# Saint-André-de-Lidon
Saint-André-de-Lidon – miejscowość i gmina we Francji, w regionie Nowa Akwitania, w departamencie Charente-Maritime.
Według danych na rok 1990 gminę zamieszkiwało 810 osób, a gęstość zaludnienia wynosiła 34 osób/km² (wśród 1467 gmin regionu Poitou-Charentes Saint-André-de-Lidon plasuje się na 379. miejscu pod względem liczby ludności, natomiast pod względem powierzchni na miejscu 285.).